# Brachiacantha
Brachiacantha är ett släkte av skalbaggar. Brachiacantha ingår i familjen nyckelpigor.
Kladogram enligt Catalogue of Life:
| Brachiacantha | \| \| Brachiacantha albifrons \| \| \| \| \| \| Brachiacantha arizonica \| \| \| \| \| \| Brachiacantha barberi \| \| \| \| \| \| Brachiacantha blaisdelli \| \| \| \| \| \| Brachiacantha bollii \| \| \| \| \| \| Brachiacantha decempustulata \| \| \| \| \| \| Brachiacantha decora \| \| \| \| \| \| Brachiacantha dentipes \| \| \| \| \| \| Brachiacantha felina \| \| \| \| \| \| Brachiacantha floridensis \| \| \| \| \| \| Brachiacantha illustris \| \| \| \| \| \| Brachiacantha indubitabilis \| \| \| \| \| \| Brachiacantha lepida \| \| \| \| \| \| Brachiacantha quadrillum \| \| \| \| \| \| Brachiacantha quadripunctata \| \| \| \| \| \| Brachiacantha querceti \| \| \| \| \| \| Brachiacantha schwarzi \| \| \| \| \| \| Brachiacantha soltaui \| \| \| \| \| \| Brachiacantha stephani \| \| \| \| \| \| Brachiacantha subfasciata \| \| \| \| \| \| Brachiacantha tau \| \| \| \| \| \| Brachiacantha testudo \| \| \| \| \| \| Brachiacantha ursina \| \| \| \| \| \| Brachiacantha uteella \| \| \| \| |
|               | \| \| Brachiacantha albifrons \| \| \| \| \| \| Brachiacantha arizonica \| \| \| \| \| \| Brachiacantha barberi \| \| \| \| \| \| Brachiacantha blaisdelli \| \| \| \| \| \| Brachiacantha bollii \| \| \| \| \| \| Brachiacantha decempustulata \| \| \| \| \| \| Brachiacantha decora \| \| \| \| \| \| Brachiacantha dentipes \| \| \| \| \| \| Brachiacantha felina \| \| \| \| \| \| Brachiacantha floridensis \| \| \| \| \| \| Brachiacantha illustris \| \| \| \| \| \| Brachiacantha indubitabilis \| \| \| \| \| \| Brachiacantha lepida \| \| \| \| \| \| Brachiacantha quadrillum \| \| \| \| \| \| Brachiacantha quadripunctata \| \| \| \| \| \| Brachiacantha querceti \| \| \| \| \| \| Brachiacantha schwarzi \| \| \| \| \| \| Brachiacantha soltaui \| \| \| \| \| \| Brachiacantha stephani \| \| \| \| \| \| Brachiacantha subfasciata \| \| \| \| \| \| Brachiacantha tau \| \| \| \| \| \| Brachiacantha testudo \| \| \| \| \| \| Brachiacantha ursina \| \| \| \| \| \| Brachiacantha uteella \| \| \| \| |
|               | Brachiacantha albifrons |
|               | |
|               | Brachiacantha arizonica |
|               | |
|               | Brachiacantha barberi |
|               | |
|               | Brachiacantha blaisdelli |
|               | |
|               | Brachiacantha bollii |
|               | |
|               | Brachiacantha decempustulata |
|               | |
|               | Brachiacantha decora |
|               | |
|               | Brachiacantha dentipes |
|               | |
|               | Brachiacantha felina |
|               | |
|               | Brachiacantha floridensis |
|               | |
|               | Brachiacantha illustris |
|               | |
|               | Brachiacantha indubitabilis |
|               | |
|               | Brachiacantha lepida |
|               | |
|               | Brachiacantha quadrillum |
|               | |
|               | Brachiacantha quadripunctata |
|               | |
|               | Brachiacantha querceti |
|               | |
|               | Brachiacantha schwarzi |
|               | |
|               | Brachiacantha soltaui |
|               | |
|               | Brachiacantha stephani |
|               | |
|               | Brachiacantha subfasciata |
|               | |
|               | Brachiacantha tau |
|               | |
|               | Brachiacantha testudo |
|               | |
|               | Brachiacantha ursina |
|               | |
|               | Brachiacantha uteella |
|               | |

## Bildgalleri

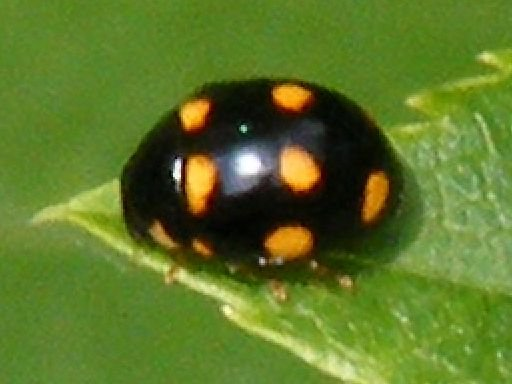
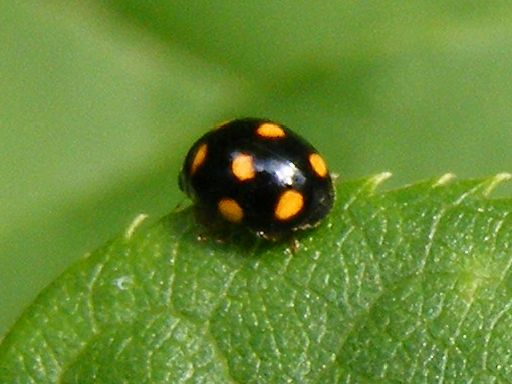
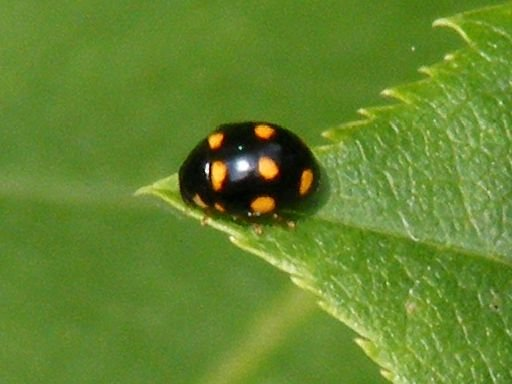
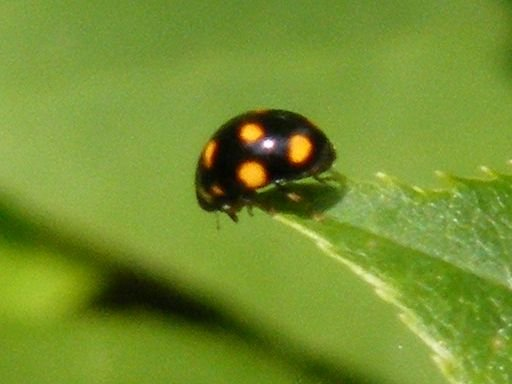